# ラスト・ラン/殺しの一匹狼
『ラスト・ラン/殺しの一匹狼』（ラスト・ラン/ころしのいっぴきおおかみ、原題: The Last Run）は、リチャード・フライシャー監督、ジョージ・C・スコット主演による1971年のアメリカ合衆国の犯罪映画。

## あらすじ
かつてシカゴの犯罪組織で運転手を務めていたハリー・ガームス（ジョージ・C・スコット）は、ポルトガルのアルブフェイラの港町で静かに暮らしている。彼には家族がいたが、息子が死んだのち、妻は家を出て行った。ガームスは、娼婦のモニーク（コリーン・デューハースト）との会話で空虚な日々をやり過ごしている。
ガームスは、ある日、9年ぶりに運び屋の仕事を請け負う。それは、脱獄囚のポール・リッカード（トニー・ムサンテ）とクローディー・シェラー（トリッシュ・ヴァン・ディヴァー）という若きカップルの逃亡を手助けする、というものだった。
ガームスは無事に2人をフランスのペルピニャンへ送り届けたはずだったが、彼らを出迎えていたのは組織の殺し屋だった。間一髪のところでガームスはポールとクローディーを救う。ガームスの漁船でアフリカへ向かうために、3人はポルトガルへ戻ることにする。警察と犯罪組織に追われながらの道中、ガームスはクローディーに惹かれ、クローディーもガームスに心が傾きかける。
やがて、3人はアルブフェイラに到着する。ポールとクローディーがガームスの漁船に乗り込んだのち、ガームスは殺し屋の銃弾に倒れ、命を落とす。

## キャスト
※括弧内は日本語吹替（初回放送1976年5月13日『木曜洋画劇場』）
- ハリー・ガームス - ジョージ・C・スコット（小松方正）
- ポール・リッカード - トニー・ムサンテ（山田康雄）
- クローディー・シェラー - トリッシュ・ヴァン・ディヴァー（二階堂有希子）
- モニーク - コリーン・デューハースト
- ミゲール - アルド・サンブレル

## 製作
当初はジョン・ヒューストンが監督する予定だったが、主演のジョージ・C・スコットとの口論がきっかけで降板し、リチャード・フライシャーが監督することになった。

## 評価
本作を「派手なアクションと極めて聡明な経済性とを同時に合わせ持つ太鼓判つきの一本」と評した黒沢清は、「古き良きハリウッドでは物足りぬ、金にあかせた物量攻勢はもう飽きた、でも痛快な活劇が見たい、それなら『ラスト・ラン』だ」と述べ、生涯映画ベスト10の第2位に選んだ。
蓮實重彦は「初老のギャングたるジョージ・C・スコットの銀髪と、人目をくらませる仮装としての若者トニー・ムサンテの長髪の赤毛との対蹠を、遂には夜の暗さの中に溶融させてしまうという色彩の構造が、この作品を、カー・アクションの仮面をかぶったギャング映画への挽歌とは無縁の透明な世界へと送りこんでしまう」と指摘している。